# Lothar Koch (Politiker, 1939)

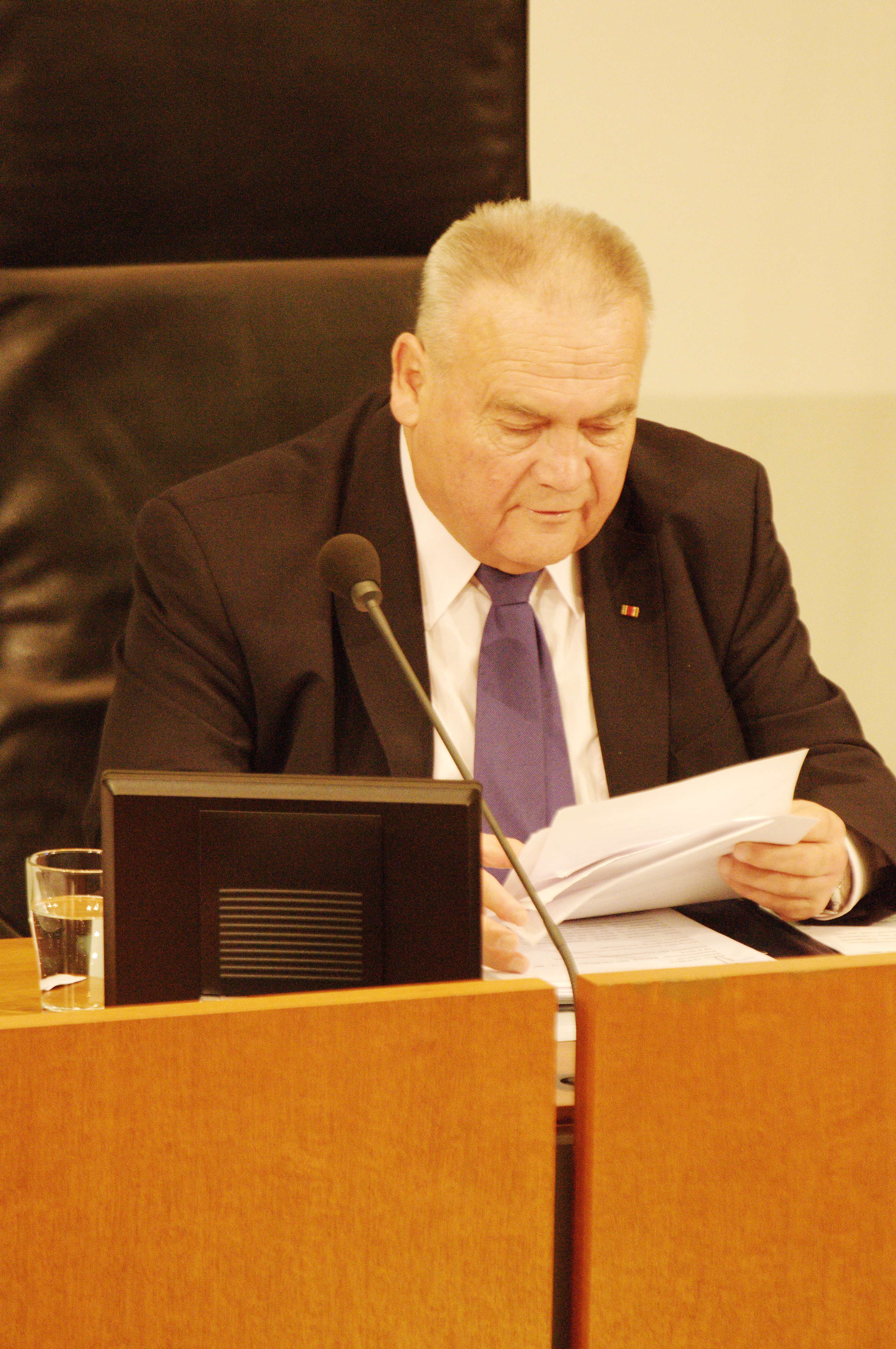
Lothar Koch als Alterspräsident bei der konstituierenden Sitzung des Landtages 2013

Lothar Koch (* 27. September 1939 in Hilkerode; † 6. September 2023) war ein deutscher Politiker (CDU). Er war von 1994 bis 2017 Mitglied des Niedersächsischen Landtags. 

## Leben
Nach seinem Abitur 1961 am Eichsfeld-Gymnasium in Duderstadt studierte er von 1969 bis 1972 Germanistik und Politikwissenschaften an der Georg-August-Universität Göttingen und der Freien Universität Berlin. Anschließend war er als Schulleiter in Desingerode, Langenhagen (Eichsfeld) und Gieboldehausen und schließlich bis 1994 als Leiter des Schulaufsichtsamtes in Göttingen tätig.
Er war verheiratet und hatte drei Kinder. Koch starb am 6. September 2023 im Alter von 83 Jahren.

## Politik
Von 1973 bis 2021 war Koch der Ortsbürgermeister von Langenhagen (Eichsfeld) und Brochthausen sowie Ratsherr der Stadt Duderstadt. Er war ab 1976 Mitglied der CDU. Von 1981 bis 2021 war er Mitglied des Göttinger Kreistags, ab 2001 auch stellvertretender Landrat. Von 1986 bis 2001 war er ehrenamtlicher Bürgermeister von Duderstadt, anschließend bis 2019 stellvertretender Bürgermeister. Von 1994 bis 2017 war er Mitglied des Niedersächsischen Landtages. Dort war er zeitweise Ausschussvorsitzender, Mitglied des Ältestenrates und des Präsidiums. Ab 2008 war er Alterspräsident des Landtages und eröffnete in dieser Funktion die konstituierenden Sitzungen der 16. Wahlperiode im Jahr 2008 und der 17. Wahlperiode im Jahr 2013.

## Ehrungen
- Bundesverdienstkreuz am Bande (27. November 1998)[4]
- Ehrenbürgermeister von Duderstadt (2001)
- Bundesverdienstkreuz 1. Klasse (2018)
- Ehrenlandrat des Landkreises Göttingen (2020)[5]